# Telescope Array
Telescope Array (проект «Массив телескопов») — обсерватория по наблюдению за воздушными ливнями, вызванными космическими лучами сверхвысоких энергий, с использованием комбинации методов наземной антенны и воздушной флуоресценции. 
Массив из 507 детекторов расположен в высокогорной пустыне в округе Миллард штата Юта (США), на высоте около 1400 метров над уровнем моря. Продолжение проекта AGASA.
Это международный проект с участием исследовательских и образовательных учреждений Японии, США, России, Южной Кореи и Бельгии.
Обсерватория Telescope Array представляет собой гибридную детекторную систему, состоящую как из массива из 507 сцинтилляционных поверхностных детекторов (surface detectors, SD), которые измеряют распределение заряженных частиц на поверхности Земли, так и из трех флуоресцентных станций, которые наблюдают за ночным небом над массивом SD. Каждая станция флуоресценции также сопровождается системой LIDAR для мониторинга атмосферы. 
Массив SD во многом похож на массив группы AGASA, но занимает площадь в девять раз большую. Гибридная установка проекта Telescope Array позволяет одновременно наблюдать как продольное, так и боковое распространение атмосферных ливней. Когда космический луч проходит через атмосферу Земли и вызывает воздушный ливень, флуоресцентные телескопы измеряют сцинтилляционный свет, генерируемый при прохождении ливня через газ атмосферы, в то время как массив сцинтилляционных поверхностных детекторов измеряет след ливня, когда он достигает поверхность Земли. В центре наземного массива находится Центральная лазерная установка (Central Laser Facility), которая используется для мониторинга атмосферы и калибровки.

## Инструменты
Поверхностные детекторы

Поверхностные детекторы, составляющие наземный массив, активируются, когда через них проходят ионизирующие частицы обширного воздушного ливня. Когда эти частицы проходят через пластиковый сцинтиллятор внутри детектора, он вызывает испускание сцинтилляционных фотонов, которые затем собираются 96 сдвигающими длину волны света волокнами (wavelength-shifting fibers) и отправляются в фотоумножители (ФЭУ). Электронные компоненты внутри детекторов затем фильтруют результаты, обеспечивая детекторам точность, сравнимую с экспериментом AGASA.
Поверхностные детекторы равномерно распределены по сетке площадью 762 км² с расстоянием 1,2 км между каждым блоком. Каждый поверхностный детектор имеет массу в сборе 250 кг и состоит из источника питания, двух слоев сцинтилляционных детекторов и электроники. Каждый слой сцинтилляционного детектора изготовлен из экструдированного пластикового сцинтиллятора толщиной 1,2 см и площадью 3м2.
Электроэнергия генерируется солнечной панелью мощностью 120 Вт и накапливается в герметичной свинцово-кислотной батарее; система способна работать в течение одной недели в полной темноте.
ФД-станции, телескоп и камеры
Телескопическая решетка имеет три станции телескопов с детекторами флуоресценции (ФД, FD). Как и в предыдущих экспериментах Fly's Eye и Fly’s Eye HiRes (High Resolution Fly's Eye Cosmic Ray Detector, «высокого разрешения»), эти детекторы работают путем измерения флуоресцентного света воздуха, излучаемого обширным воздушным ливнем. Каждый телескоп FD состоит из главного зеркала (состоящего из 18 меньших шестиугольных зеркальных сегментов) и камеры. Камеры состоят из 256 фотоумножителей, чувствительных к ультрафиолетовому свету, генерируемому воздушным ливнем космических лучей.
Станции расположены в треугольнике на расстоянии примерно 35 км друг от друга, при этом Центральная лазерная установка расположена близко к центру треугольника. Каждая из трех станций имеет 12—14 телескопов, просматривающих диапазон углов 3—33°.

Эти три участка называются:
- Блэк-Рок-Меса (Black Rock Mesa, BRM),
- Лонг-Ридж (Long Ridge, LR)
- Мидл-Драм (Middle Drum, MD).

Объединив данные с трех точек, можно определить первичную энергию, направление прихода и максимальную точку продольного развития воздушного ливня.
Центральная лазерная установка
В центре наземного массива находится Центральная лазерная установка (Central Laser Facility), которая используется для мониторинга атмосферы и калибровки .
TALE
TALE — это расширение Telescope Array Low Energy. Он предназначен для наблюдения космических лучей с энергией от 3×1016 до 1019 эВ. TALE добавляет 10 новых телескопов в участок Мидл-Драм (Middle Drum, всего 24 телескопа), расширяя вертикальное поле зрения так, что теперь оно простирается от 3 до 59 градусов по высоте. Это позволяет станции видеть развитие ливня, включая максимум ливня для событий с более низкой энергией. Это имеет решающее значение при попытке определить химический состав падающей частицы космических лучей.
Проект TALE также включает в себя градуированный массив сцинтилляционных станций, расположенных на расстоянии 400 и 600 метров друг от друга. Затем он подключается к основной матрице сцинтилляторов телескопической решетки, где сцинтилляционные детекторы расположены на расстоянии 1200 метров друг от друга. Эти станции измеряют плотность заряженных частиц (след ливня) на поверхности Земли для событий с более низкой энергией, приближающейся к 3×1016 эВ.
TARA
Проект Telescope Array RADAR (TARA) представляет собой попытку преодолеть некоторые проблемы, присущие современным методам обнаружения космических лучей. Из-за Солнца, Луны и погоды рабочий цикл флуоресцентных телескопов обычно ограничен десятью процентами. Наземные массивы могут работать в течение дня, но требуют большого количества земли, что приводит к необходимости строить их в отдаленных местах. Целью проекта TARA является разработка бистатической радиолокационной системы обнаружения, способной поддерживать 24-часовой рабочий цикл за небольшую часть стоимости традиционных систем обнаружения.

### Cosmic Ray Center
Центр космических лучей (Cosmic Ray Center) округа Лона и Мэри Уотсон Миллард был открыт 20 марта 2006 года.  в г. Дельта, (штат Юта). Здание служит штаб-квартирой и центром обработки данных проекта Telescope Array.
В октябре 2011 года в Центре космических лучей открылся новый центр для посетителей. Здесь представлены экспонаты, рассказывающие об истории исследований космических лучей в Юте и о Telescope Array, которая расположена в пустыне к западу от Дельты.
В центре также есть экспозиция о близлежащем лагере для интернированных Топаз (Topaz), где США граждане японского происхождения были заключены в тюрьмы во время Второй мировой войны.

## Научные результаты
2021 год — зафиксирован космический ливень Частица Аматэрасу.
В 2023 году Telescope Array зафиксировал мощный космический луч неизвестной природы[уточнить].